# Jay DeMerit
Jay Michael DeMerit (ur. 4 grudnia 1979 w Green Bay) – piłkarz amerykański grający na pozycji środkowego obrońcy.

## Kariera klubowa
W 1998 roku DeMerit ukończył Bay Port High School, gdzie oprócz piłki nożnej uprawiał także koszykówkę i lekkoatletykę. Następnie uczęszczał na University of Illinois w Chicago i występował w tamtejszej drużynie uniwersyteckiej. W 2001 roku był członkiem drużyny Chicago Fire Premier, zaplecza klubu Major League Soccer, Chicago Fire. W jego barwach występował w USL Premier Development League, jednak nie podpisał kontraktu z profesjonalną MLS. W 2003 roku wyjechał do Anglii i występował w tamtejszym amatorskim Southall Town. Z kolei w 2004 roku grał w półprofesjonalnym Northwood F.C. w rozgrywkach siódmej ligi angielskiej.
Latem 2004 roku DeMerit przeszedł do grającego w Football League Championship, Watfordu F.C. 30 października 2004 zadebiutował w lidze w wygranym 2:1 wyjazdowym spotkaniu z Nottingham Forest. 15 stycznia 2005 strzelił pierwszego gola w profesjonalnej karierze, w meczu z Crewe Alexandra (3:1). W sezonie 2005/2006 przyczynił się do awansu Watfordu do Premier League, w której swój debiut zaliczył 19 sierpnia 2006 w spotkaniu z Evertonem. Rozegrał 32 spotkania i strzelił dwa gole, jednak spadł z Watfordem do Championship. Kandydował do Piłkarza Sezonu 2006/2007 w Watfordzie, ale ostatecznie kibice wybrali Bena Fostera. W 2007 roku DeMerit został oficjalnie mianowany kapitanem Watfordu.
Od 2011 roku DeMerit przeszedł do Vancouver Whitecaps, klubu grającego w Major League Soccer. W 2014 zakończył karierę.
| Sezon   | Klub                   | Kraj   | Rozgrywki      | Mecze | Bramki |
| ------- | ---------------------- | ------ | -------------- | ----- | ------ |
| 2004/05 | Watford F.C.           | Anglia | Championship   | 24    | 3      |
| 2005/06 | Watford F.C.           | Anglia | Championship   | 32    | 2      |
| 2006/07 | Watford F.C.           | Anglia | Premier League | 32    | 2      |
| 2007/08 | Watford F.C.           | Anglia | Championship   | 35    | 1      |
| 2008/09 | Watford F.C.           | Anglia | Championship   | 32    | 0      |
| 2009/10 | Watford F.C.           | Anglia | Championship   | 27    | 0      |
| 2011    | Vancouver Whitecaps FC | Kanada | MLS            | 21    | 0      |
| 2012    | Vancouver Whitecaps FC | Kanada | MLS            | 31    | 1      |
| 2013    | Vancouver Whitecaps FC | Kanada | MLS            | 8     | 0      |
| 2014    | Vancouver Whitecaps FC | Kanada | MLS            | 11    | 0      |

## Kariera reprezentacyjna
W reprezentacji Stanów Zjednoczonych DeMerit zadebiutował 28 marca 2007 roku w zremisowanym 0:0 towarzyskim meczu z Gwatemalą. W tym samym roku wystąpił w Złotym Pucharze CONCACAF 2007, a także w Copa América 2007. W 2009 roku został powołany przez selekcjonera Boba Bradleya do kadry na Puchar Konfederacji.